# Wacław Młodzianowski
Wacław Młodzianowski (ur. 6 września?/18 września 1891 w Bobrujsku, zm. 30 grudnia 1965 we Wrocławiu) – pułkownik artylerii Wojska Polskiego.

## Życiorys
Urodził się w rodzinie Antoniego i Wandy z Rogalskich. W 1902 wstąpił do Korpusu Kadetów w Pskowie. W 1910 został słuchaczem Konstantynowskiej Szkoły Artylerii w Petersburgu. W 1912 rozpoczął służbę w 35 Brygadzie Artylerii. W 1913 awansował na porucznika, a w 1916 na kapitana. Wziął udział w I wojnie światowej. W grudniu 1917 wstąpił do I Korpusu Polskiego w Rosji.
Od stycznia 1919 służył w Wojsku Polskim, gdzie w 10 pułku artylerii polowej był dowódcą II dywizjonu. Brał z nim udział w wojnie polsko-bolszewickiej.
Urlopowany w latach 1921–1923 studiował na Politechnice Lwowskiej, a później Warszawskiej. 3 maja 1922 roku został zweryfikowany w stopniu majora ze starszeństwem z dniem 1 czerwca 1919 roku i 64. lokatą w korpusie oficerów artylerii, a jego oddziałem macierzystym był nadal 10 pułk artylerii polowej.
Od 15 sierpnia 1923 pełnił obowiązki dowódcy II dywizjonu w 24 pułku artylerii polowej w Jarosławiu. 1 sierpnia 1924 został przesunięty na stanowisko kwatermistrza pułku. 15 czerwca 1925 został przeniesiony do 8 pułku artylerii polowej w Płocku na stanowisko dowódcy III dywizjonu. W okresie od grudnia 1926 do maja 1927 był słuchaczem kursu artyleryjskiego w Toruniu. 12 kwietnia 1927 awansował na podpułkownika ze starszeństwem z dniem 1 stycznia 1927 i 2. lokatą w korpusie oficerów artylerii. W maju 1927 został zastępcą dowódcy 20 pułku artylerii polowej w Prużanie. W styczniu 1930 objął dowództwo 17 pułku artylerii lekkiej w Gnieźnie. 21 grudnia 1932 awansował na pułkownika ze starszeństwem z dniem 1 stycznia 1933 i 6. lokatą w korpusie oficerów artylerii. W kwietniu 1937 został wyznaczony na stanowisko dowódcy artylerii dywizyjnej 26 Dywizji Piechoty w Skierniewicach. W połowie lipca 1939 zostało mu powierzone stanowisko II dowódcy piechoty dywizyjnej 8 Dywizji Piechoty w Modlinie i zadanie zorganizowania Obszaru Warownego „Modlin”.
Od 1 do 9 września 1939 był dowódcą Obszaru Warownego „Modlin”, a następnie do 28 września dowodził artylerią obrony Modlina.
Po kapitulacji przebywał od października 1939 do kwietnia 1945 w niewoli niemieckiej w Oflagu II C Woldenberg, w którym w 1942 pełnił funkcję starszego obozu oraz był komendantem organizacji konspiracyjnej. 
Powrócił do kraju w październiku 1945 i podjął pracę w okolicach Wrocławia w cukrowni Sułkowice. W lutym 1950 przeszedł na rentę. Zmarł 30 grudnia 1965 we Wrocławiu. Został pochowany na Cmentarzu Osobowickim (pole 62, rz. 3 od pola 61, gr. 56). 

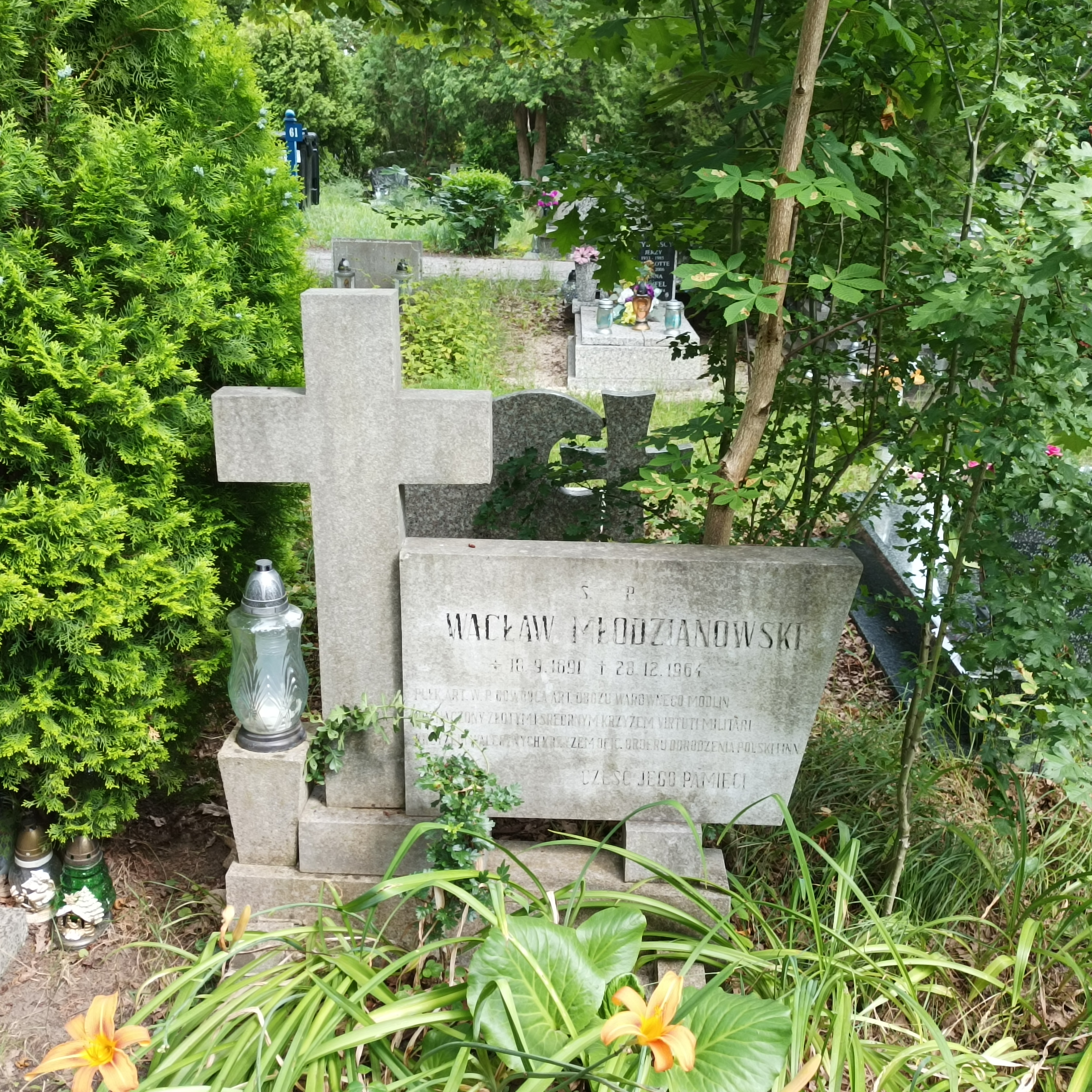
Grób płka Wacława Młodzianowskiego na Cmentarzu Osobowickim

## Ordery i odznaczenia
- Krzyż Złoty Orderu Wojennego Virtuti Militari
- Krzyż Srebrny Orderu Wojskowego Virtuti Militari – 28 lutego 1921[12]
- Krzyż Komandorski z Gwiazdą Orderu Odrodzenia Polski
- Krzyż Oficerski Orderu Odrodzenia Polski (1938)[13]
- Krzyż Walecznych (1921)[14]
- Złoty Krzyż Zasługi (19 marca 1936)[15]
- Odznaka za Rany i Kontuzje[16]